# RAF Staff College (Andover)
Le RAF Staff College basé à RAF Andover (en) est le premier collège d'état-major de la Royal Air Force à avoir été créé. Son rôle est de former des officiers dans les domaines de l'administration, du management et de la gestion de l'armée de l'air.

## Histoire

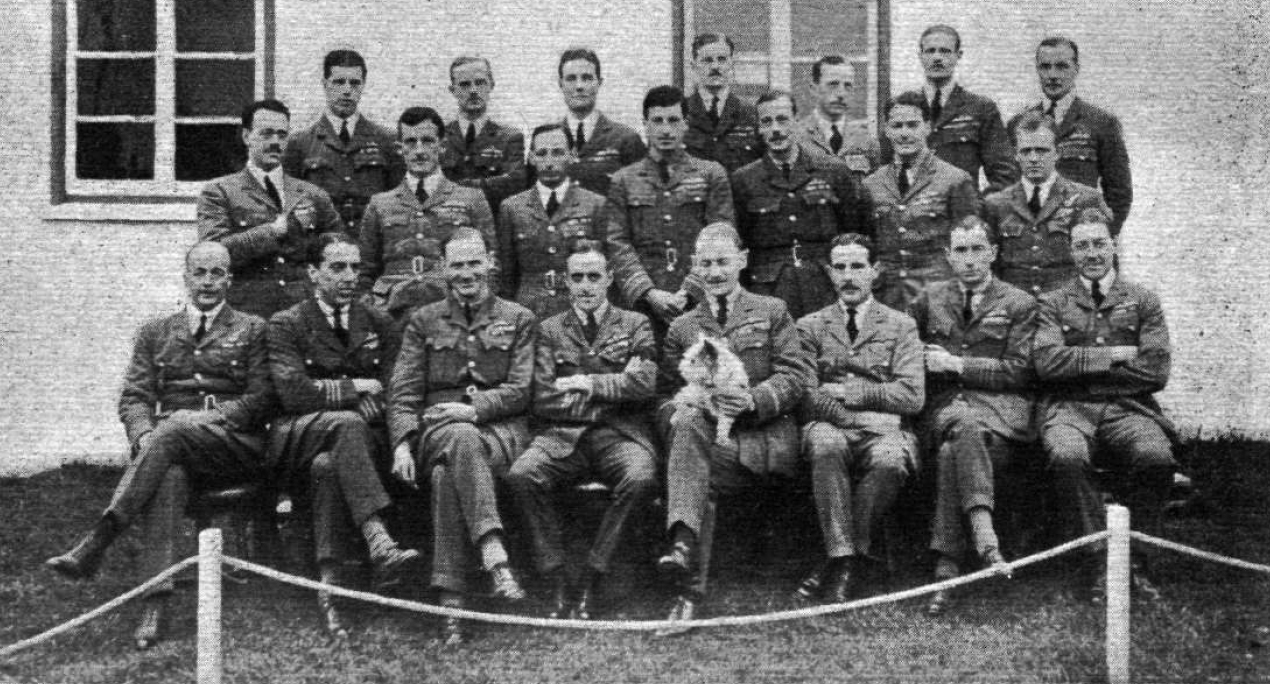
Premier cours du RAF Staff College à Andover en 1922. Le chien sur les genoux de Robert Brooke-Popham se prénomme Jane. Il est enterré dans le parc du Staff College. La pierre tombale existe toujours et est le seul monument commémoratif du collège en 2010.

### Fondation
Après la fondation de la Royal Air Force en avril 1918 et la fin de la Première Guerre mondiale en novembre de la même année, il y a une volonté de maintenir l'Air Force comme un service indépendant plutôt que de laisser l'Army et la Royal Navy contrôler à nouveau les opérations aériennes. Par conséquent, la création d'un collège d'état-major de la RAF, parallèle au collège d'état-major de l'Army (en) et au collège d'état-major de la Royal Navy (en), est un élément important la pérennité de la RAF.
Le 14 novembre 1921, l'air commodore Robert Brooke-Popham est chargé de mettre en place l'école militaire de la RAF. Le 1er avril de l'année suivante, l'école voit le jour et Brooke-Popham en est le premier commandant. Elle est basée à RAF Andover (en) et est subordonnée à Inland Area.
Dès sa création et tout au long des années 1920 et 1930, le Staff College dispense une formation à des officiers sélectionnés (généralement de prometteurs flight lieutenant ou squadron leader) afin de les préparer à des fonctions d'état-major au sein du ministère de l'Air ou des quartiers généraux de commandement ou de groupe (en).

### Changements pendant et après la Seconde Guerre mondiale
Bien que le collège soit fermé le 3 septembre 1939, le jour de la déclaration de guerre britannique, il rouvre ses portes en novembre de la même année pour dispenser des cours plus courts. Cependant, l'année suivante, le 28 mai 1940, le collège ferme à nouveau. La RAF rouvre son collège à Bulstrode Park (en) en décembre 1941. Le RAF Staff College, Bulstrode Park, est ensuite réduit en taille et n'offre qu'une formation aux officiers des forces aériennes alliées et étrangères. Lorsqu'il ferme en 1948, ce collège plus petit retourne à Andover et son rôle dans la formation des officiers d'outre-mer est poursuivi. Ce n'est qu'en 1970 que le RAF Staff College, Andover ferme définitivement ses portes, après avoir été absorbée par le RAF Staff College, Bracknell (en).

## Commandants

### 1922 à 1940
- 1er avril 1922 : Air vice-marshal Robert Brooke-Popham
- 28 mars 1926 : Air commodore Edgar Ludlow-Hewitt
- 7 septembre 1930 : Air commodore Philip Joubert de la Ferté
- 12 décembre 1933 : Air vice-marshal Wilfrid Freeman (en)
- 1er janvier 1936 : Air marshal Sir Arthur Barratt (en)
- 1939 : Inconnu

### 1948 à 1970
De 1941 à 1948, le seul collège d'état-major de la RAF est situé à Bulstrode Park, qui a son propre commandant.
- 26 juillet 1948 : Air commodore Leslie William Cannon (en)
- 1949 : Air commodore Stephenson
- 31 mars 1952 : Air commodore Walter Cheshire (en)
- 25 avril 1953 : Air commodore George Philip Chamberlain (en)
- 1er mai 1954 : Air commodore Lane
- 21 avril 1958: Air commodore McK Nelson
- 3 octobre 1960 : Air commodore Hyde
- 24 septembre 1962 : Air commodore Willis
- 3 mars 1965 : Air commodore Derek Hodgkinson (en)
- 7 mars 1966 : Air commodore Vert
- 7 octobre 1968 : Air commodore Jackson